# اودادومبارا
اودادومبارا (به لاتین: Udadumbara) یک منطقهٔ مسکونی در سری‌لانکا است که در استان مرکزی (سری‌لانکا) واقع شده‌است. اودادومبارا ۷۴۰ متر بالاتر از سطح دریا واقع شده‌است.